# Cassiar (Colombie-Britannique)
Pour les articles homonymes, voir Cassiar.
Cassiar est une ancienne cité minière et industrielle canadienne du nord de la Colombie-Britannique au Canada. Village de type cité ouvrière d'une entreprise minière d'amiante, Cassiar était situé dans la chaîne des Cassiars au nord de Dease Lake. Le site est désormais une ville fantôme,.

## Histoire
La découverte d'amiante dans la région en 1950 amène à la création de la Cassiar Asbestos Company l'année suivante. Rapidement, la ville est construite en 1952 et la mine débute ses opérations . Durant les années 1970, la population de Cassiar atteint 1 500 personnes et possède deux écoles, deux églises, un petit hôpital, un théâtre, une piscine, un centre récréatif et un aréna.
Au début des années 1990, la diminution de la demande en amiante et l'augmentation des coûts d'extractions reliés à la conversion de la mine alors à ciel ouvert en une mine souterraine rendent l'exploitation non profitable pour l'entreprise. En 1992, Cassiar Asbestos décide de fermer la mine et de liquider ses avoirs, incluant la ville elle-même.
La plupart des installations de la ville, incluant quelques maisons, sont vendues aux enchères et relocalisées par camion. Les actifs non vendus aux enchères sont démolies ou brûlées. L'usine est brièvement rouverte en 1999, par la Cassiar Chrysotile Inc. qui obtient un permis de remise en état et nettoyage du site. Au total, c'est 11 000 tonnes d'amiante qui sont extraites par la nouvelle exploitation jusqu'à l'incendie de l'usine le 25 décembre 2000. Depuis, les rues et anciennes fondations sont recouvertes de fleurs sauvages. La centrale téléphonique qui reliait la ville et les résidents vivant jusqu'à la route Stewart-Cassiar et fermée en 2006 et c'est maintenant la centrale de Good Hope Lake qui assure la connexion.
Négligée et en mauvais état, l'aréna s'effondre en 2008 et suit l'église, en 2015. La ligne de rail permettant le transport du minerai jusqu'au moulin est vendu aux enchères, mais celle-ci est toujours en place.
Les quatre immeubles d'appartements situés dans l'est de la ville demeurent toujours opérationnels et utilisés pour la remise en état du site. Depuis novembre 2006, des sociétés d'exploration minières conduisent à l'extraction d'or dans la mine souterraine de Table Mountain (anciennement Erickson Gold), ainsi que d'autres métaux de base. Une extraction saisonnière de jade opérait également dans les décharges de Cassiar.

## Climat
Le climat de Cassiar est de type climat subarctique (Classification de Köppen : Dfc) caractérisé par des hivers froids, longs et neigeux et des étés courts et frais.

## Société
Personnalités
- Rob Niedermayer (né en 1974), joueur professionnel de hockey sur glace[7]
- Scott Niedermayer (né en 1973), joueur professionnel de hockey sur glace[8]